# Reiner Cornelius
Reiner Cornelius (* 14. Oktober 1926 in Irschenhausen; † 27. Juli 2020 in Mainhardt) war ein deutscher Maler und Schriftsteller.

## Leben
Er entstammte der Künstlerfamilie Cornelius, die u. a. auch den Maler Peter von Cornelius und den Komponisten Peter Cornelius hervorgebracht hat. Nach der Rückkehr aus der Kriegsgefangenschaft war er Praktikant in einem Malergeschäft, bevor er ab 1949 eine private Kunstschule in München-Nymphenburg und 1950/1951 Privatstunden bei Herbert Rolf Schlegel besuchte, um dann von 1952 bis 1957 an der Akademie der Bildenden Künste München Malerei zu studieren. Noch in die Zeit seines Studiums fallen die ersten Gruppenausstellungen in München. Nach dem Studium war er Kunsterzieher in Bad Reichenhall. In den 1970er Jahren verlegte er seinen Wohnsitz nach Mainhardt, wo er von 1973 bis 1982 eigene Sommerausstellungen bestritt und seitdem ein eigenes Atelier hat. Sein Werk besteht vor allem aus Landschafts-Ölgemälden, aber auch aus Porträts und Stillleben. Politisch engagierte sich Cornelius in der Freisozialen Union, auf deren bayerischer Landesliste er bei der Bundestagswahl 1969 erfolglos kandidierte.
Einzelausstellungen mit Werken von Reiner Cornelius fanden seit 1973 statt. Zu seinen jüngeren Ausstellungen zählen drei Einzelausstellungen in der Johanniterhalle in Schwäbisch Hall 1988, 1999 und 2003 sowie eine Einzelausstellung im Hällisch-Fränkischen Museum in Schwäbisch Hall 2008.